# Rogério Moraes Ferreira
Rogério Moraes Ferreira (* 11. Januar 1994 in Abaetetuba, Brasilien) ist ein brasilianischer Handballspieler. Der Kreisläufer spielt seit 2025 für den französischen Erstligisten Montpellier Handball.

## Karriere
Der aus einer brasilianischen Amazonas-Provinz stammende Ferreira begann erst 2012 mit dem Handball. Im Rahmen einer Länderspielreise der brasilianischen Nationalmannschaft absolvierte er in Kiel ein Probetraining. Danach bekam Ferreira einen Ein-Jahres-Vertrag, mit einer Option für weitere zwei Jahre. In Kiel war er nach Patrick Wiencek und René Toft Hansen der dritte Kreisläufer in der Saison 2015/16. Zuvor spielte Ferreira für die brasilianischen Vereine ADENA Abaetetuba und Vila Olimpica/Manoel Tubino/FAB. Ab September 2015 war er zusätzlich für den TSV Altenholz spielberechtigt. Ab dem Sommer 2016 lief er für den mazedonischen Verein RK Vardar Skopje auf. Mit Vardar gewann er 2017, 2018 und 2019 die nordmazedonische Meisterschaft, 2017 und 2018 den nordmazedonischen Pokal sowie 2017 und 2019 die EHF Champions League. Moraes Ferreira lief ab der Saison 2019/20 für den ungarischen Verein KC Veszprém auf. Mit Veszprém gewann er 2021 den ungarischen Pokal. Anschließend verließ er Veszprém. Im August 2021 unterschrieb er beim portugiesischen Verein Benfica Lissabon, mit dem er die EHF European League 2021/22 gewann. Nach der Saison 2021/22 verließ er Lissabon wieder. Ab Juli 2022 lief er für den deutschen Bundesligisten MT Melsungen auf. Im Sommer 2025 wechselte er zum französischen Erstligisten Montpellier Handball.
Mit der brasilianischen Nationalmannschaft nahm er an den Olympischen Spielen in Tokio teil.
Mit Brasilien gewann er zahlreiche Medaillen. Bei den Südamerikaspielen 2018 gewann er Gold, bei der Süd- und mittelamerikanischen Meisterschaft 2020 Silber und 2022 Gold, bei der Panamerikameisterschaft 2018 Silber sowie bei den Panamerikanischen Spielen 2019 Bronze. Bei den Panamerikanischen Spielen 2023 gewann er mit dem Team die Silbermedaille.